# 公衆送信権
公衆送信権（こうしゅうそうしんけん）は、著作権の一部で、公衆によって直接受信されることを目的として著作物の送信を行うことができる権利である。
公衆送信権に関連する権利として、送信可能化権、伝達権がある。
- 著作権法は、以下で条数のみ記載する。

## 著作権者の権利

### 公衆送信権
公衆送信権（23条1項）は、著作権者以外の公衆送信行為を規制する権利である。
公衆送信行為は、著作権法により「公衆によつて直接受信されることを目的として無線通信又は有線電気通信の送信」行為と定義される（2条1項7号の2）。
ただし、プログラムの著作物以外の著作物を同一構内において送信する行為は公衆送信行為に含まれない（2条1項7号の2括弧書）。したがって、学校などの構内放送は公衆送信権の侵害にならない。
放送同一の内容の送信が同時に受信されることを目的とした無線通信（2条1項8号）。テレビ、ラジオなどがこれにあたる。
有線放送同一の内容の送信が同時に受信されることを目的とした有線通信による送信（2条1項9号の2）。ケーブルテレビ、有線ラジオ放送（放送法規に規定のある有線一般放送）などがこれにあたる。
自動公衆送信公衆からの求めに応じ自動的に行う送信（2条1項9号の4）。インターネット上のサーバに著作物を格納し、利用者がアクセスすることによって著作物が送信されるような場合がこれにあたる。自動公衆送信は、入力型（地上波テレビのIP同時再送信）と蓄積型（ビデオ・オン・デマンド）に区別される。
その他の公衆送信上記3類型以外の送信。事実上問題になるケースは少ないが、ファクシミリによる同報配信サービス（Fネット）などがこれにあたる。

### 送信可能化権
送信可能化権（23条1項）とは、インターネットなどで著作物を自動的に公衆に送信し得る状態に置く（2条1項9号の4）権利であり、平成9年の著作権法改正の際に導入された。
自動公衆送信においては、実際に送信行為が行われるのは、利用者のアクセスがあった時である。しかし、公衆送信権の対象は、送信行為であるため、実際にアクセスがなければ公衆送信権の侵害は生じない。また、利用者がアクセスして送信行為が行われたことを確認することが困難な場合もある。
そこで、送信行為の前提となる、自動公衆送信し得る状態に置く送信可能化行為を、著作権の対象とすることで、著作権者の権利行使を容易にしている。
なお先進国で送信可能化権を明文で規定しているのは日本とオーストラリアのみである（2004年現在）。
たとえば、ウェブサイトや動画共有サイトにおいて、テレビ番組権利者の許諾を得ずに無断でアップロードする行為は、少なくとも日本においては、送信可能化権の侵害となる。

#### 送信可能化権侵害事件の例
- 1999年6月1日 他人のウェブサイト上に、ビジネスソフトをアップロードした疑いで、宮城県警は東京都世田谷区の高校生（16歳）を摘発した。
- 1999年8月19日 自宅のサーバ上に、パソコンソフトや音楽データをアップロードした疑いで、秋田県警は秋田県矢島町の公務員男性（39歳）を書類送検した。
- 1999年11月17日 ウェブサイト上に、ビジネスソフトなどをアップロードした疑いで、北海道警は北海道美幌町の会社員男性（32歳）を書類送検した。
- 1999年11月25日 ウェブサイト上に、ゲーム機用ソフトなどをアップロードした疑いで、北海道警は札幌市の男子大学生（21歳）を書類送検した。
- 2000年7月4日 「ファミコン決死隊」を名乗り、ウェブサイト上に任天堂のゲームソフトなどをアップロードした疑いで、長野県警は主催者ほか4人を逮捕した。逮捕されたのは、主催者である宮城県多賀城市の会社員男性（27歳）、その会員である東京都世田谷区の都内大手プロバイダー派遣社員男性（34歳）、同じく大阪府守口市の無職少年（17歳）、その友人である秋田県大館市のコンビニエンスストア店員の男性（21歳）。
- 2001年11月28日 WinMXを使い、Adobe社のビジネスソフトなどを共有した疑いで、京都府警は男性2人を逮捕した。逮捕されたのは、東京都杉並区の大学生（19歳）と埼玉県さいたま市の専門学校生（20歳）。
- 2003年4月10日 オンラインストレージサービス上に、音楽データをアップロードして配信した疑いで、京都府警は東京都新宿区在住の男性（18歳）を逮捕した。
- 2003年11月27日 Winnyを使い、ゲームソフトや映像ソフトを共有した疑いで、京都府警は男性2人を逮捕した。合わせて Winny 作者宅を家宅捜索した。逮捕されたのは、愛媛県松山市の無職男性（19歳）と群馬県高崎市の風俗店店員（41歳）。
  - 2004年5月10日 この事件の共犯として、Winnyを製作した東京都文京区の大学助手（34歳）を幇助の容疑で逮捕した。
- 2004年5月18日 自身のウェブサイト上に、発売前の物も含めゲーム画面の静止画像を大量に掲載しダウンロードできる状態にした疑いで、福岡県警はこのウェブサイトを運営していた東京都墨田区の会社員（26歳）を逮捕した。
- 2006年7月4日、福岡県警は、レンタルビデオ店のDVDをコピーするなど権利者に無断で複製した映画などの映像コンテンツを、自らが運営するWebサイトの有料会員に閲覧させていた、岐阜県各務原市の自営業男性（41）を逮捕した。
- 2007年5月18日、京都府警生活経済課ハイテク犯罪対策室と五条警察署は、Winnyを通じて、「週刊少年ジャンプ」や「週刊少年サンデー」で連載中の作品をスキャンした画像ファイルを配信した、大阪府大阪市の会社員男性、岩手県盛岡市のアルバイト男性、東京都足立区の少年ら3人を公衆送信権の侵害の疑いで逮捕した[3]。
- 2008年1月24日、京都府警生活経済課ハイテク犯罪対策室と五条署は、Winnyを通じて、テレビアニメを権利者に無断でアップロードし、送信できる状態にしていた男性3人を逮捕した[4]。
- 2008年3月24日、福岡県警生活経済課と筑紫野署は、Winnyを通じて、住宅地図ソフトを送信可能な状態にしていた兵庫県加古川市の地方公務員（警察官）の男性と福岡県春日市の会社員の男性を書類送致した[5]。
- 2008年5月9日、京都府警は、Shareを利用して、テレビアニメの動画ファイルを不特定多数の利用者に送信しうる状態にしていたとして、神奈川県川崎市の会社員、東京都日野市の会社員、広島県東広島市の大学生の3名を逮捕した[6]。

### 伝達権
伝達権（23条2項）とは、公衆送信された著作物を、受信装置を用いて公衆に伝達することを規制する権利である。
ただし、放送され、または有線放送される著作物については、非営利かつ無料の伝達行為には伝達権は及ばず、営利または有料であっても通常の家庭用受信装置を用いて行う伝達行為には伝達権は及ばない（38条3項）。

## 著作隣接権者の権利
著作隣接権者にも、著作権者における公衆送信権に類する権利が認められている。
- 実演家
  - 放送権・有線放送権（公衆送信のうち放送・有線放送に限る権利）
  - 送信可能化権

（実演家の権利は、適法に録画された著作物を放送したり送信可能化する行為には及ばない）
- レコード製作者
  - 送信可能化権
- 放送事業者・有線放送事業者
  - 再放送権
  - 送信可能化権
  - 伝達権（テレビジョン放送を影像を拡大する特別の装置を用いて伝達する場合に限る）